# Jewelry
Le Jewelry (in lingua coreana 쥬얼리) sono state un girl group sudcoreano formato nel 2001 dalla Star Empire Entertainment e attivo fino al 2015.

## Formazione
- Kim Ye-won (2011-2015)
- Semi (2010-2015)
- Baby J (2008-2013)
- Kim Eunjung (2008-2014)
- Jung Yoo-jin (2001-2002)
- Jun Eun-mi (2001-2002)
- Lee Ji-hyun (2001-2006)
- Cho Min-ah (2002-2006)
- Park Jung-ah (2001-2010)
- Seo In-young (2002-2010)

## Discografia

### Album studio coreani
- 2001 - Discovery
- 2002 - Again
- 2003 - Beloved
- 2005 - Super Star
- 2008 - Kitchi Island
- 2009 - Sophisticated

### Album studio giapponesi
- 2005 - Jewelry First
- 2005 - Super Star

### EP
- 2012 - Look at Me